# 高安 (八尾市)

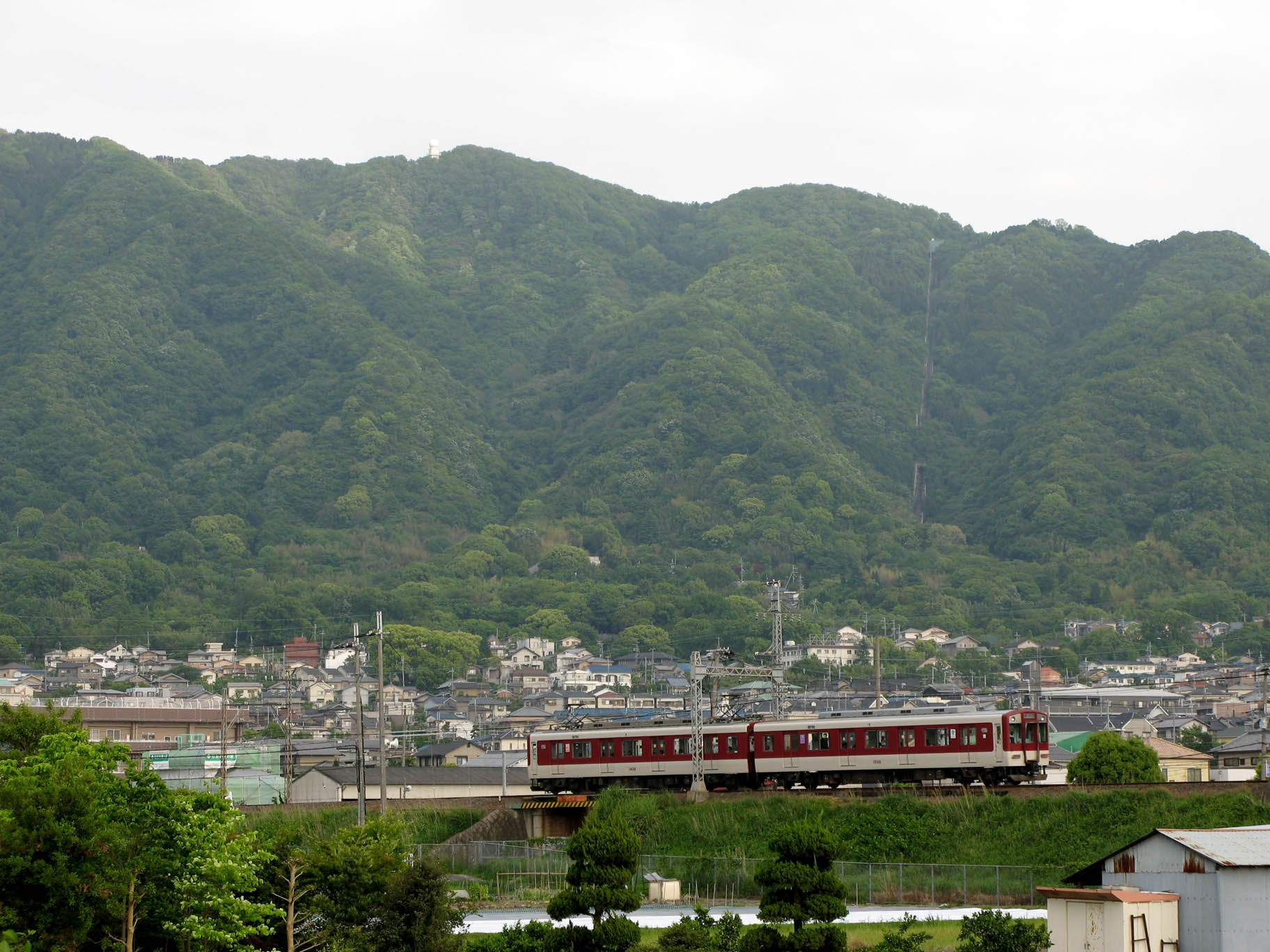
近鉄信貴線・服部川駅付近西側にて撮影。背景は高安山で、麓の緩い傾斜部に服部川、郡川集落が広がる。山頂付近に気象レーダーが見える。

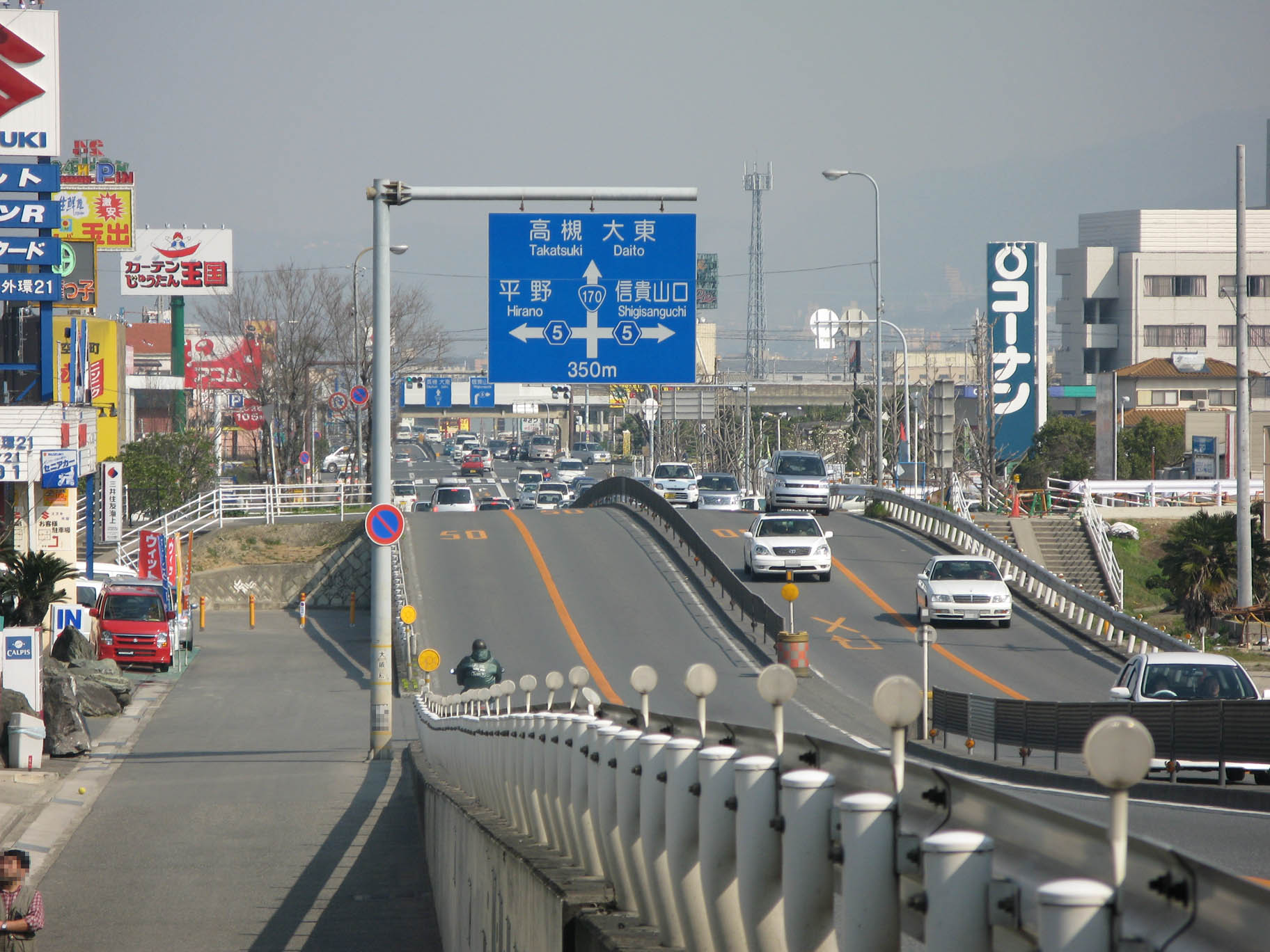
国道170号大阪外環状線 （東山本新町・郡川地区付近）

高安（たかやす）は、大阪府八尾市内の地域名。八尾市内では最東部に位置する。
玉串川沿いの旧大和川堤防跡の東から生駒山地・奈良県境にかけての広範囲にわたる。 ひとつの町名でなく、いくつもの町・字が地域に含まれる。現在の八尾市の行政区では高安地区、南高安地区に分かれている。
旧くは、河内国高安郡、さらには中河内郡高安村（北高安村、中高安村）および南高安町（南高安村）とよばれた地域に該当する。
現在では旧高安郡外の地域でも近鉄高安駅西側周辺は俗に高安と呼ばれている。逆に旧高安郡地域内でも現在は高安とは呼ばれない地区がある（後述）。
本頁では旧高安郡の地域について説明し、併せて旧高安郡地域に存在した自治体および南隣の大県郡から編入された神宮寺地区についても記載する。

## 高安郡

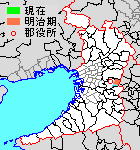
大阪府高安郡の位置（水色：後に他郡から編入した区域）

- 令制国一覧 > 畿内 > 河内国 > 高安郡
- 日本 > 近畿地方 > 大阪府 > 高安郡

### 古代
かつて高安地区の西側には河内湖とよばれる大きな湖があった。次第に湖には土砂が堆積して陸地となるものの、低湿地であり、かつ河川の氾濫が頻繁に起きたため、長らく居住には向かなかった。 そのため一部を除き生駒山地の麓の少し高い位置に複数の集落が形成された。
古墳時代には在郷豪族によって大小さまざまな墳墓が作られ、「心合寺山古墳」のような大きなものの見受けられるが、多くは千塚地区周辺に小さなものが多数存在し、現在では「高安古墳群」とよばれている。このころには各々の集落を結ぶように道が出来、後に在原業平伝説と結びつき、「業平道」とよばれるようになる。
飛鳥時代ごろは、このあたりは物部氏の勢力範囲で、権勢を争った蘇我氏とこのあたりで戦を行なった。そのとき、蘇我氏方に付いた聖徳太子は戦勝祈願のため、秦河勝に教興寺を建立させたといわれている。

#### 式内社
『延喜式』神名帳に記される郡内の式内社。
| 神名帳                      | 神名帳                       | 神名帳   | 神名帳                | 比定社           | 比定社               | 比定社                 | 集成 |
| 社名                        | 読み                         | 格       | 付記                  | 社名             | 所在地               | 備考                   | 集成 |
| --------------------------- | ---------------------------- | -------- | --------------------- | ---------------- | -------------------- | ---------------------- | ---- |
| 高安郡 10座（大4座・小6座） |                              |          |                       |                  |                      |                        |      |
| 恩智神社 二座               | オムチノ                     | 並名神大 | 月次相嘗新嘗          | 恩智神社         | 大阪府八尾市恩智中町 | （河内国二宮）         |      |
| 都夫久美神社                | ツフクミノ                   | 小       |                       | 都夫久美神社     | 大阪府八尾市水越     |                        |      |
| 天照大神高座神社 二座       | アマテラスオホカミタカクラノ | 並大     | 月次新嘗 元名春日戸神 | 天照大神高座神社 | 大阪府八尾市教興寺   |                        |      |
| 玉祖神社                    | タマノオヤノ                 | 小       |                       | 玉祖神社         | 大阪府八尾市神立     |                        |      |
| 御祖神社                    | ミオヤノ                     | 小       |                       | 合祀：玉祖神社   | 大阪府八尾市神立     | 跡地は大阪府八尾市大窪 |      |
| 鴨神社                      | カモノ                       | 小       |                       | 合祀：玉祖神社   | 大阪府八尾市神立     | 跡地は大阪府八尾市大竹 |      |
| 佐麻多度神社                | サマタトノ                   | 小       |                       | 佐麻多度神社     | 大阪府八尾市山畑     |                        |      |
| 春日戸社坐御子神社          | カスカヘノ-ミコノ            | 小       |                       | 山畑神社         | 大阪府八尾市山畑     | 佐麻多度神社境内末社   |      |
| 凡例を表示                  |                              |          |                       |                  |                      |                        |      |

1. ↑  枚岡神社に次ぐ勢力を誇ったため一般に二宮とされるが、史料・徴証はない （『中世諸国一宮制の基礎的研究』（岩田書院、2000年）p. 49-50）。

### 中世
中世になると、仏教信仰の広まりに伴い、高野山への参拝道として京都と高野山を最短で結ぶ「東高野街道」が作られ、高安地区内を南北に貫いている。集落沿いや近くを通るのではなく、低地と山地の間にほぼまっすぐにつけられた。
戦国時代から江戸時代の初期にかけて、高安はしばしば戦場と化した。特に教興寺の戦いでは大規模な戦闘になった。

### 近世

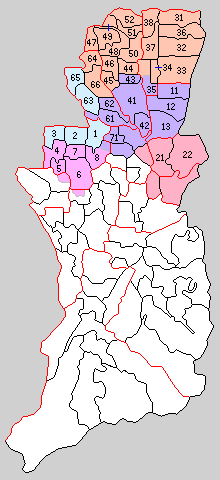
11.北高安村 12.中高安村 13.南高安村（紫：八尾市 1 - 8は丹北郡 21・22は安宿部郡 31 - 38は河内郡 51 - 53は古市郡 41 - 52は若江郡 61 - 66は渋川郡）

大坂夏の陣の後は支配者が頻繁に入れ替わるが、最終的には高安郡の大部分が淀藩の所領となり、明治維新を迎えている。
幕末の時点では本地域は概ね河内国高安郡に属した。「旧高旧領取調帳」に記載されている明治初年時点での支配は以下の通り。●は村内に寺社領が、○は寺社除地が存在。（14村）
| 知行         | 知行               | 村数 | 村名                                                                                   |
| ------------ | ------------------ | ---- | -------------------------------------------------------------------------------------- |
| 藩領         | 山城淀藩           | 10村 | ○垣内村、恩知村、服部川村、楽音寺村、○神立村、山畑村、●○水越村、郡川村、大竹村、千塚村 |
| 藩領         | 備中岡田藩         | 2村  | 黒谷村、○教興寺村                                                                      |
| 藩領         | 淀藩・相模小田原藩 | 1村  | 大窪村                                                                                 |
| 幕府領・藩領 | 旗本領・淀藩       | 1村  | ○大竹村                                                                                |

### 近代
- 慶応4年
  - 2月 - 旗本領が大坂裁判所司農局の管轄となる。
  - 5月2日（1868年6月21日） - 大坂裁判所司農局の管轄地域が大阪府司農局の管轄となる。
  - 6月8日（1868年7月27日） - 大阪府司農局の管轄地域が大阪府南司農局の管轄となる。
  - 6月 - 戊辰戦争後の処分により小田原藩が減封となり、高安郡内の領地が消滅。
- 明治2年
  - 1月20日（1869年3月2日） - 大阪府南司農局の管轄地域が河内県の管轄となる。
  - 8月2日（1869年9月7日） - 河内県の管轄地域が堺県の管轄となる。
- 明治4年
  - 7月14日（1871年8月29日） - 廃藩置県により藩領が淀県・岡田県の管轄となる。
  - 11月15日（1871年12月26日） - 第1次府県統合により、岡田県の管轄地域が深津県の管轄となる。
  - 11月22日（1872年1月2日） - 第1次府県統合により、全域が堺県の管轄となる。
- 明治7年（1874年）1月22日 - 大区小区制の堺県での施行により、河内国第2大区となる。
- 明治13年（1880年）4月15日 - 郡区町村編制法の堺県での施行により、行政区画としての高安郡が発足。若江郡寺内村の大信寺に「八尾郡役所」が設置され、同郡および丹北郡・渋川郡・大県郡・河内郡とともに管轄。八尾郡役所はまもなく改称して「丹北高安渋川大県若江河内郡役所」となる。
- 明治14年（1881年）2月7日 - 大阪府の管轄となる。
- 明治22年（1889年）4月1日 - 町村制の施行により、下記の各村が発足。（3村）
  - 北高安村 ← 大竹村、楽音寺村、神立村、水越村、千塚村
  - 中高安村 ← 服部川村、郡川村、山畑村、大窪村、万願寺村
  - 南高安村 ← 恩智村、教興寺村、垣内村、黒谷村、大県郡神宮寺村
- 明治29年（1896年）4月1日 - 郡制の施行のため、「丹北高安渋川大県若江河内郡役所」が管轄する各郡および志紀郡三木本村の区域をもって中河内郡が発足。同日高安郡廃止。
- 昭和6年（1931年）4月1日 - 中河内郡北高安村・中高安村が合併して高安村が発足。
- 昭和28年（1953年）4月1日 - 中河内郡南高安村が町制施行して南高安町となる。
- 昭和30年（1955年）4月3日 - 中河内郡南高安町・高安村が八尾市に編入。

### 行政
八尾郡長→堺県丹北・高安・渋川・大県・若江・河内郡長
| 代 | 氏名   | 就任年月日                | 退任年月日               | 備考         |
| -- | ------ | ------------------------- | ------------------------ | ------------ |
| 1  | 名和暢 | 明治13年（1880年）4月16日 | 明治14年（1881年）2月6日 | 大阪府に移管 |

大阪府丹北・高安・渋川・大県・若江・河内郡長
| 代 | 氏名     | 就任年月日                | 退任年月日                | 備考                                                                               |
| -- | -------- | ------------------------- | ------------------------- | ---------------------------------------------------------------------------------- |
| 1  | 名和暢   | 明治14年（1881年）2月7日  | 明治14年（1881年）3月3日  |                                                                                    |
| 2  | 浦橋僴   | 明治14年（1881年）3月31日 | 明治19年（1886年）8月25日 |                                                                                    |
| 3  | 深瀬和直 | 明治19年（1886年）8月25日 | 明治26年（1893年）5月31日 |                                                                                    |
| 4  | 松村秀真 | 明治26年（1893年）5月31日 | 明治29年（1896年）3月31日 | 丹北郡・渋川郡・大県郡・若江郡・河内郡および志紀郡三本木村との合併により高安郡廃止 |

## 地理
| 八尾市旧村境界概略地図 |
| --- |
| 楽音寺 大竹 神立 水越 千塚 大窪 山畑 万願寺 服部川 郡川 教興寺 黒谷 垣内 恩智 神宮寺                                                                                |
| 地図で示されている地域のうち、カラーで塗られている部分が旧高安郡の地域。各々の地区名は旧村名（大字名）を示す。 注：表示環境により文字の位置がずれることがあります。 |

高安地域は八尾市の東側の大半を占める。その中央付近を南北に国道170号線が貫ぬいている。その西側は概ね平坦であり、田畑と住宅地が混在している。東側は急峻な山地（生駒山地）で、高安山が地区内の最高峰である。国道170号線の西側を恩智川が南から北へ流れており、地域内の生駒山地からいくつかの小河川が合流している。
かつて旧河内国高安郡には、万願寺、楽音寺、大竹、水越、神立、千塚、服部川、山畑、大窪、郡川、黒谷、教興寺、垣内、恩智の14ヶ村が存在し、現在でも万願寺を除いて旧村名が町・字名として用いられている。 部分的に新しい町名表記に変わっている。
旧村落は農業用水・生活用水確保の観点から生駒山地から恩智川に注ぐ小河川沿いの谷間に形成され、村の境界は概ね尾根に沿い、ほとんどの村が東西に細長くなっている。標高20～100メートル程度の緩斜面に数百のため池が分布する。扇状地を利用して江戸時代から明治時代までは木綿栽培、明治時代以降は花きや植木栽培が盛んである。
近鉄大阪線や近鉄信貴線が通り交通の便も良いことから住宅開発が進んだが、生駒山地を含むことから八尾市の他地域に比べると人口密度は低い。
八尾市南東端の神宮寺地区は旧大県郡に属していたため、通常は高安には含まれない。

### 交通
鉄道
（最寄り駅を挙げる。高安地域内にある駅は太字）
- 近鉄大阪線
  - 河内山本駅 - 高安駅 - 恩智駅
- 近鉄信貴線
  - 河内山本駅 - 服部川駅 - 信貴山口駅
- 近鉄西信貴鋼索線
  - 信貴山口駅 - 高安山駅

バス
- 近鉄バス
  - 東花園線（山本駅前 - 東花園駅前）
  - 経法大線（東花園駅前 - 大阪経済法科大学）※実質スクールバスだが途中停留所の利用が可能

主な道路
- 国道170号線 （大阪外環状線 および 旧道（東高野街道））
- 府道大阪港八尾線
- 府道八尾茨木線
- 府道東高安停車場線
- 府道山本黒谷線

### 広域
- 恩智川

- 楽音寺・大竹古墳群
北高安地区に分布する古墳群。墳長数十メートルの中規模のものが多い。
- 高安古墳群
中高安地区に分布する古墳群。墳長十メートル前後の比較的小規模のものが多い。

### 北高安地区（旧北高安村地域）

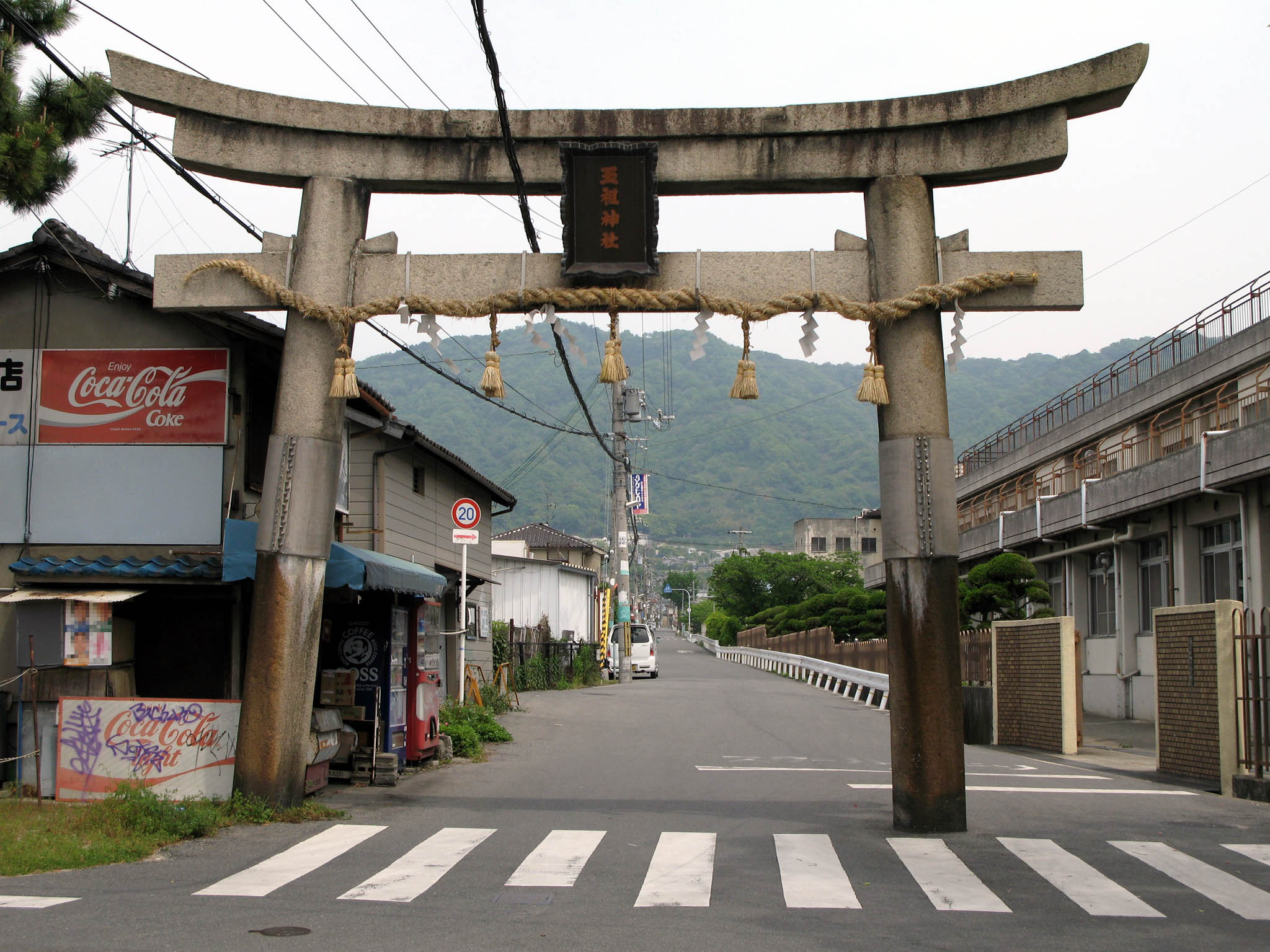
高安松の馬場 （東高野街道から玉祖神社参道の入口。右は高安中学校）

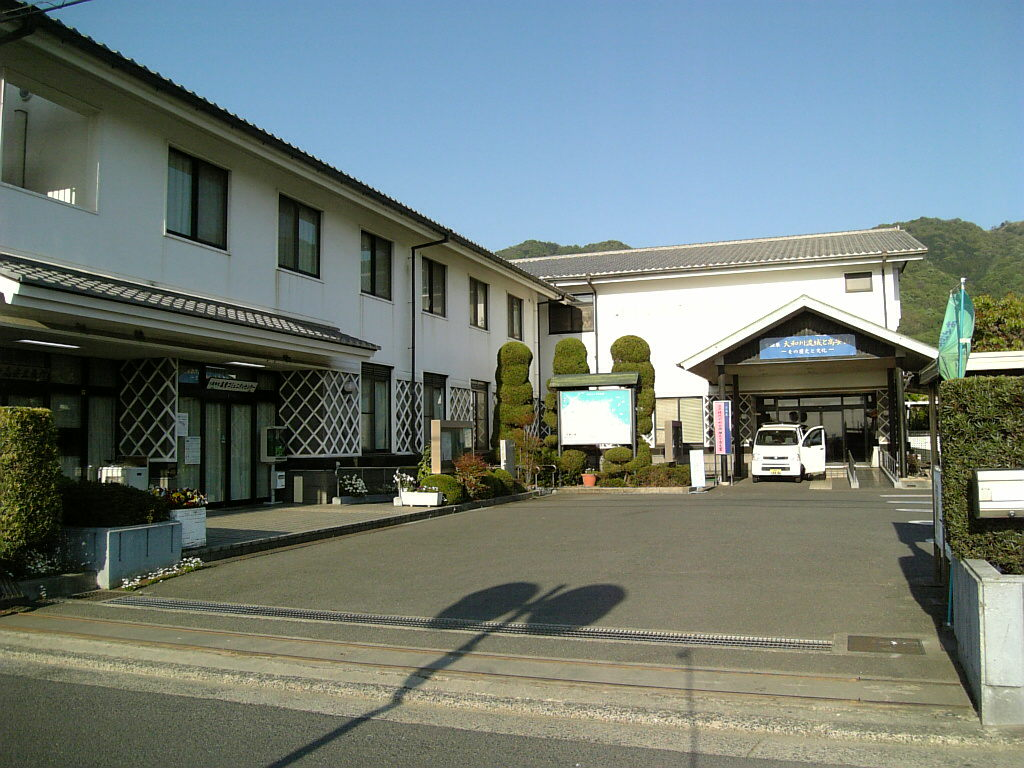
市立歴史民俗資料館（奥）
市役所高安出張所、高安コミュニティセンター（左）

現在の住所表記では、西高安町、楽音寺、大字楽音寺、大竹、大字大竹、神立、大字神立、水越、大字水越、千塚、大字千塚 の各地域に該当する。
国道170号線（大阪外環状線）沿いより西側の西高安町は、もとは楽音寺、大竹、水越の一部だった。かつては集落が存在せず、現在も国道沿いが商店になっている以外は大半が田畑と工場地である。大阪外環状線新設による地域の分断と新住所表記施行に伴い新設された地名である。なお、ここの西にある上尾町は旧河内郡三野郷村だった地域である。
西高安町
楽音寺
- 貴島病院本院
- 大阪経済法科大学
八尾市内唯一の大学。生駒山の中腹にあり、鉄道駅からも遠いため交通の便はよくない。最寄駅は服部川駅であるが、河内山本駅近くと瓢箪山駅前からスクールバスが出ている。

大竹
- 心合寺山古墳
中河内地域最大の前方後円墳である。
- 第二万葉植物公園

水越
- 都夫久美神社
玉祖神社への参道の途中にある式内社。
- 高安中学校
- 北高安小学校

神立
- 玉祖神社
高安地区広域を代表する氏神。式内社で、別名「高安大明神」
- 水呑地蔵
ここの湧水は高安地区きっての名水として知られている。
- 大阪府民の森 みずのみ園地
- 十三峠
奈良県生駒郡平群町との間にある峠。北側・平群町側に十三塚がある。

千塚
- 八尾市役所高安出張所、高安コミュニティセンター
- 八尾市立歴史民俗資料館
- 大阪府立八尾支援学校東校
旧清友高校校舎を改修・利用し、高等部分校として使用している。
- 八尾市消防本部高安出張所
- 八尾千塚郵便局

### 中高安地区（旧中高安村地域）

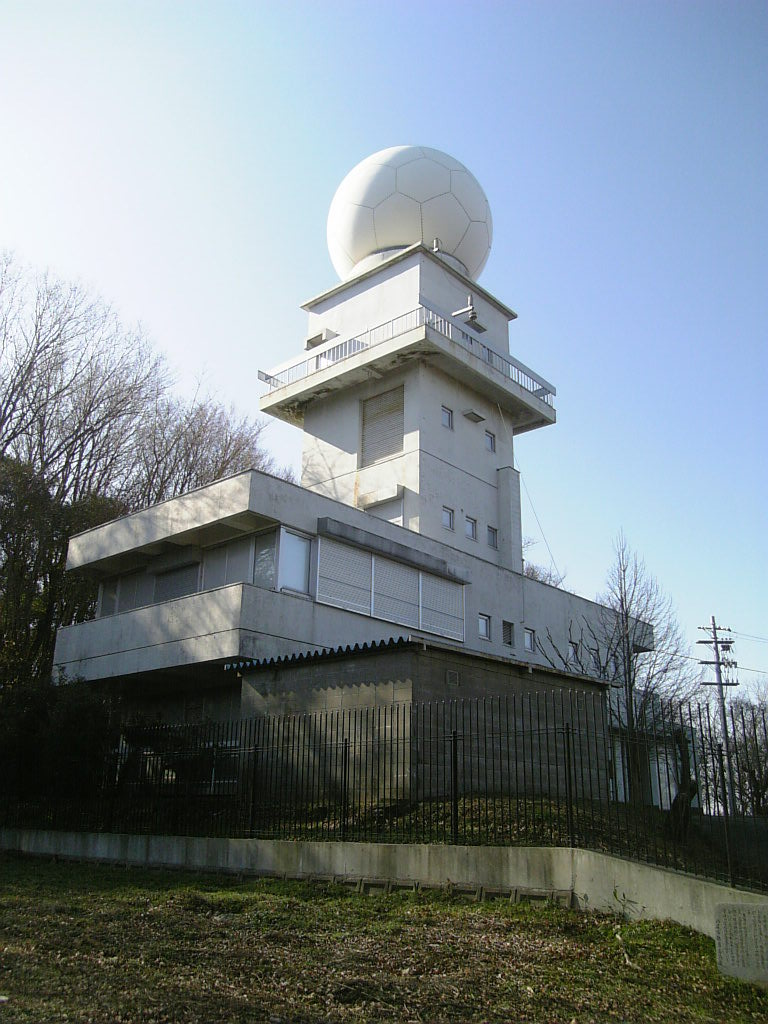
高安山気象レーダー観測所

現在の住所表記では、大窪、大字大窪、服部川、大字服部川、山畑、大字山畑、郡川、大字郡川、東山本町、東町、東山本新町、高安町北（4丁目）の各地域に該当する。
旧万願寺村のみ、その名が現在の地名に引き継がれず、現在の東山本町、東山本新町の一部となっている。高安地域としてはここのみ旧くから立石街道沿いの低地に集落ができていた。このあたりは近鉄河内山本駅に近く、駅周辺を含めたいわゆる山本地域に包括される。 東町はかつては大字大窪の一部であった。
その南側、東山本新町、高安町北地区は、今では住宅地に変貌しているものの、かつては集落が存在せず、万願寺、服部川、郡川の一部であった。
東山本町
- 東山本小学校
- 御野縣主神社（式部之宮）
- 八尾東山本郵便局

東町
- 東中学校

東山本新町
高安町北
- 高安西小学校

服部川
- 近鉄服部川駅
- 中高安小学校
- 医真会八尾リハビリテーション病院
- 高安山三角点
八尾市の最高地点である。標高488m。
- 大阪管区気象台 高安山気象レーダー観測所

山畑
- 佐麻多度神社
山畑地区の産土神で、式内社。祭神は佐麻多度大神。末社に山畑神社と山畑天満宮があり、いずれかが式内社であった「春日戸社坐御子神社」が合祀されたものといわれる。境内に「力石」が保存されている。

大窪
- 来迎寺
境内の墓地に古墳がいくつかある。現在までに移転を繰り返しており、神宮寺にある来迎寺墓地（神宮寺共同墓地）と深い関わりがあったといわれる。

郡川
- コーナン外環八尾山本店
- 法蔵寺
曹洞宗の寺院で、山号は大覚山。寺のある地は、聖徳太子が物部守屋との戦において設けた陣屋の一つと伝えられている。
- 近鉄高安山駅

### 南高安地区（旧南高安町地域）

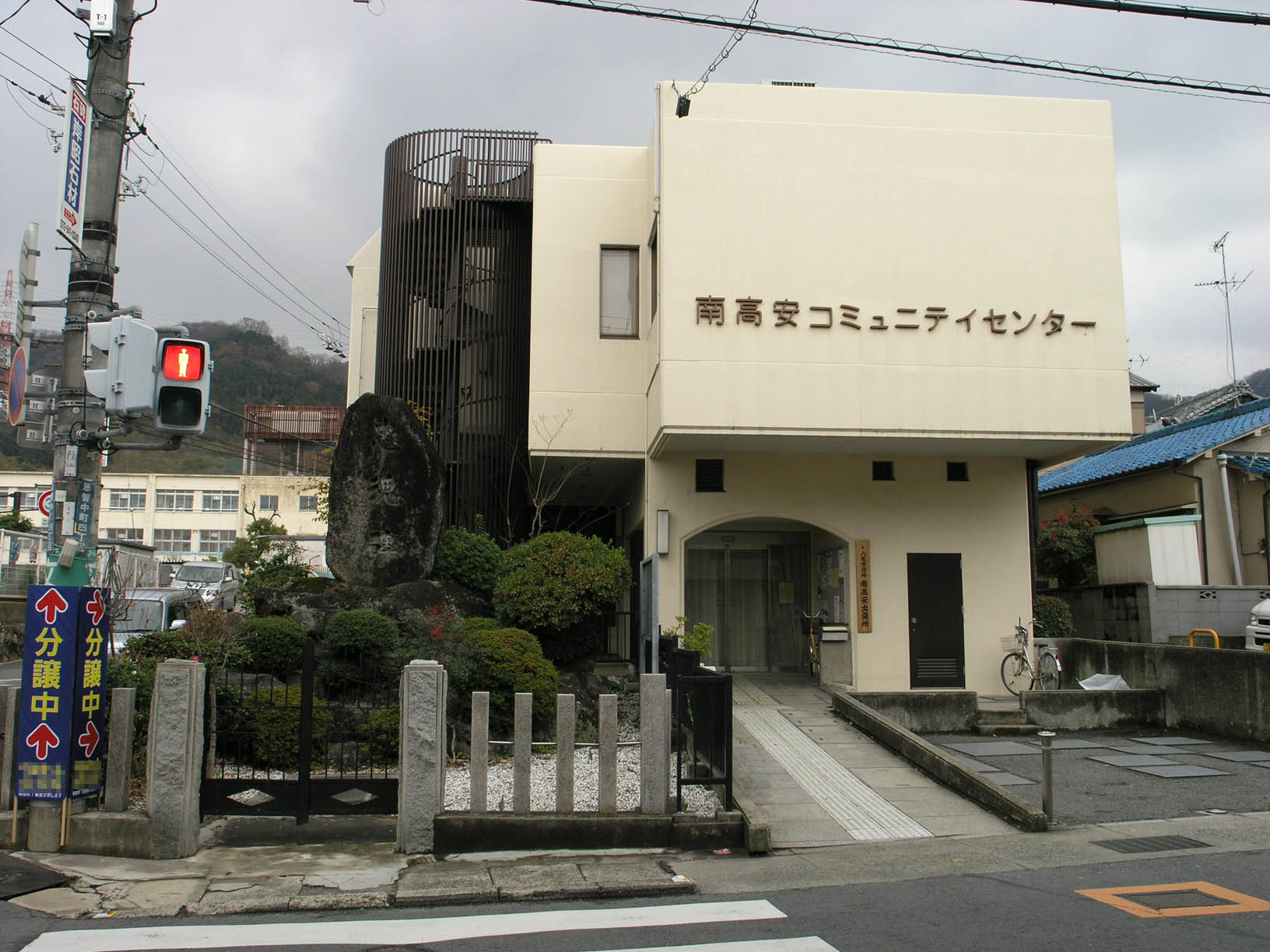
南高安コミュニティセンター（市役所南高安出張所）

現在の住所表記では、教興寺、大字教興寺、黒谷、大字黒谷、垣内、大字垣内、恩智北町、恩智中町、恩智南町、大字恩智、高安町北（1〜3丁目）、高安町南の各地域に該当する。
高安町北、高安町南地区は、今では住宅地に変貌しているものの、かつては集落が存在せず、教興寺、黒谷、垣内の一部であった。
ここの西にある近鉄高安駅は山本高安町1丁目（旧若江郡山本新田村）にあり、厳密には高安地域に含まれないが、周囲の地域、山本町南、山本高安町、中田、刑部、柏村あたりは一般的に高安の一地域と認識されている。
恩智地区は広義の高安地域とは区別されることが多い。近鉄恩智駅から恩智神社にかけての旧街道沿い周辺は住宅地になっているが、その南北は田畑が残っている。
高安町北、高安町南
- 高安駅前商店街
- 八尾自動車教習所

黒谷
- 近鉄信貴山口駅

教興寺
- 教興寺
真言律宗別格本山で、創建は飛鳥時代に遡る。
- 天理教高安大教会
- 大通寺
もとは近くにある教興寺の一坊・塔頭寺院であったが、元禄年間に融通念仏宗の末寺として中興。境内にお初徳兵衛供養墓がある。
- 天照大神高座神社・岩戸神社
式内大社で、いわゆる「岩谷弁財天」として知られている。
- 梅岩寺
黄檗宗の寺院で山号は寿福山。聖徳太子の開基と伝えられ、日本で最も古い寺院の一つとされる。
- 八尾教興寺郵便局

垣内
- 垣内共同墓地
- 信貴山大窪寺
- 善光寺
融通念仏宗大念仏寺の末寺で、山号は不断山。本尊は弥陀三尊仏。信濃国の本田善光が建立したとされ、信濃の善光寺に対して「元善光寺」と呼ばれる。

恩智北町、恩智中町、恩智南町、恩智
- 八尾市役所南高安出張所、南高安コミュニティセンター
- 近鉄恩智駅
- 南高安中学校
- 南高安小学校
- 恩智神社
河内国二宮で、名神大社。
- 恩智城址・第一万葉植物公園
- 八尾恩智郵便局
- シュミイ地蔵

#### 神宮寺

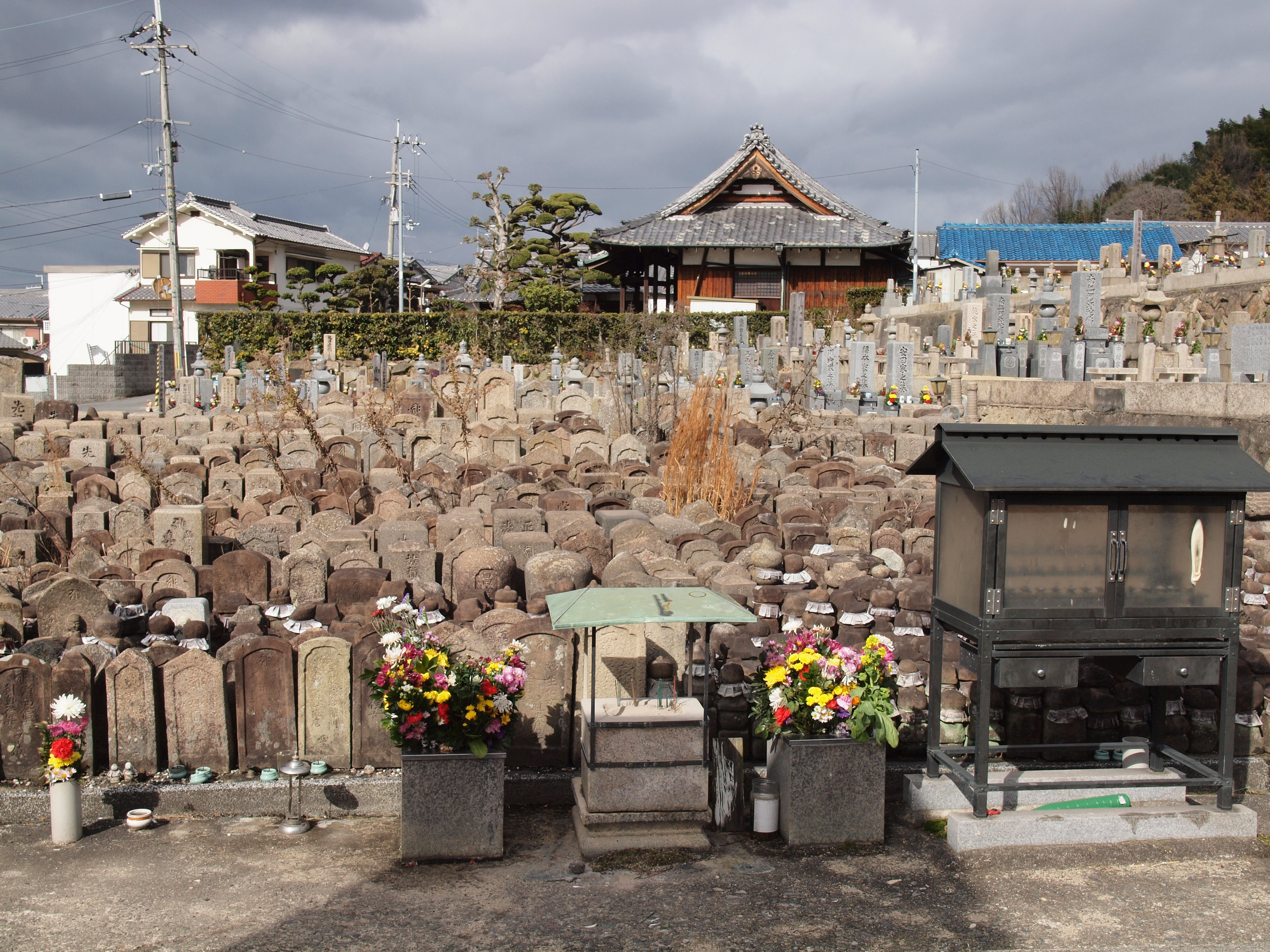
来迎寺墓地にある無数の無縁墓。奥に西向山神宮寺が見える。

南高安村発足時に大県郡から編入された地域。旧神宮寺村。古来より恩智村との結びつきが強かったとされる。
- 神宮寺
融通念仏宗の仏教寺院。山号は「西向山」。近くの恩智にある神宮寺観音院や服部川にある護法山神宮寺とは別の寺院である。
- 八王子神社
大県郡の式内社。安産祈願の神として知られる。
- 八尾翠翔高校
- 来迎寺墓地
神宮寺・恩智・法善寺（柏原市）など近隣地域の共同墓地。広域的には「神宮寺共同墓地」として知られ、行基菩薩河内七墓の一つ。無数の無縁墓（一石五輪塔）や十三仏碑がある。大窪にある来迎寺と深い関わりがあったといわれている。

### 行事
高安では玉祖神社の氏子地区11か村で毎年7月中旬に夏祭りが行われる。各村単位で「ふとん太鼓」を担いで村中を練り歩き、神社に奉納される。北高安地区は松の馬場（高安中学校前の玉祖神社参道）に集まり、中高安地区は中高安小学校に集まり合同で祭りが行われ、地域の風物詩となっている。ふとん太鼓以外に「地車」を所有している村もある。

## 伝説
高安地区には古くからさまざまな伝説や言い伝えが残っている。

### 在原業平伝説
平安時代の歌人・在原業平が大和国から高安郡神立村へ八百夜も通いつめたという、『業平の高安通い』として伝えられている。
伝説の概要
在原業平が大和国から十三峠を越えて玉祖神社に参拝したおり、神立茶屋辻にあった福屋という茶店の娘、梅野を見初め、しばしば通うようになった。
ある日、いくら笛を吹いて呼んでも娘が家から出てこないため、不思議に思い東の窓から中を伺うと、手ずからご飯を器に盛って食べている娘の姿が見えた。業平はその姿を見てすっかり興醒めし、持っていた笛を置いて逃げるように帰っていった。娘は悲しみのあまり近くの池に身を投げて死んでしまったという。
この言い伝えにより、神立地区では母屋の東側に窓を作ると縁談が来なくなるといわれていた。また業平が残していったとされる笛が玉祖神社に伝わっている。
また、在原業平が通ったとされる現在の天理市から八尾市に至る道筋を『業平道』ともいう。なお、業平道は複数のルートが伝えられている。
この伝説に関しては、『伊勢物語』、『大和物語』、『河内名所図会』、『河内鑑名所記』、さらに「井筒」という題名の能の演目などで伝えられるものの、表現や解釈がかなり異なり、高安は斑鳩町の高安ではないかという説も存在する。

### 俊徳丸伝説
俊徳丸は、高安郡山畑村に住んでいたとされる伝説上の人物である。
伝説の概要
俊徳丸は四天王寺の聖霊会で稚児舞楽を演じることとなった。この舞楽を見た隣村の蔭山長者の娘は俊徳丸に一目惚れし、二人は恋に落ち将来を誓う仲となった。
しかし俊徳丸は我が子を信吉長者の跡継ぎにしたいと願う継母から呪いをかけられ、失明させられてしまったうえ病気になり家から追い出されてしまった。俊徳丸は何とか四天王寺に行き着きつくものの物乞いする状態にまで成り果てた。この話を聞いた蔭山長者の娘は俊徳丸を探しだして再会した。二人が観音に病気治癒の祈願したところ、俊徳丸の病気は治り、その後二人は夫婦となって蔭山長者の家で幸福な人生を送ったという。
それに引き換え、山畑の信吉長者の家は信吉の死後、家運が急に衰退し、最後には蔭山長者の施しを受けなければならなくなったという。
上記は説経節『しんとく丸』の概要である。 謡曲『弱法師』、人形浄瑠璃・歌舞伎の『摂州合邦辻』等でも俊徳丸が主人公であるが、少しずつストーリーが異なっている。
俊徳丸が高安から四天王寺へ通ったとされる道筋は「俊徳道」と呼ばれ、沿道の広範囲にわたり『俊徳』と冠される施設・旧跡などが点在する。
山畑地区に『俊徳丸鏡塚』と呼ばれている塚がある。本来は高安古墳群に含まれる横穴式石室古墳であるが、いつしか俊徳丸の伝説と結びつき、石室入口前には歌舞伎俳優実川延若が寄進した焼香台がある。

## 出身・ゆかりのある人物
- 乾亀松（衆議院議員）
- 乾利一（中国合同電気取締役）